# Cadogenius ohausi
Cadogenius ohausi là một loài bọ cánh cứng trong họ Anthicidae. Loài này được Heller miêu tả khoa học năm 1918.